# Jean-Luc Sala
Pour les articles homonymes, voir Sala.
Jean-Luc Sala, né en 1968 à Avignon, est un scénariste de bande dessinée français.

## Œuvre

### Albums

#### Bakemono, scénario et dessins de Jean-Luc Sala,Le Lombard, collection Portail
1. Le Serment du Tengu, 2006  (ISBN 2-8036-2181-9)
2. Les Héritières d'Okura, 2008  (ISBN 978-2-8036-2268-9)

HS. Au-delà du portail, 2006

#### CIA - le Cycle de la peur, scénario de Jean-Luc Sala, dessins dePhilippe Castaza,Soleil Productions
1. Le Jour des fantômes, 2010  (ISBN 978-2-302-01230-1)
2. L'Heure des loups, 2011  (ISBN 978-2-302-01748-1)
3. La dernière minute, 2012  (ISBN 978-2-302-02267-6)

#### Cross Fire, scénario de Jean-Luc Sala, dessins dePierre-Mony Chan, Soleil Productions, collectionSoleil levant
1. Opération Judas, 2004  (ISBN 2-84565-835-4)
2. Au service secret de sa sainteté, 2006  (ISBN 2-84946-483-X)
3. Mourir et laisser vivre, 2008  (ISBN 978-2-302-00216-6)
4. Godfinger, 2009  (ISBN 978-2-302-00639-3)
5. L'Éternité ne suffit pas, 2010  (ISBN 978-2-302-01290-5)
6. Rien que pour vos Dieux, 2012  (ISBN 978-2-302-01864-8)
7. Ressuscite un autre jour, 2017  (ISBN 2302062132)
8. Jugement par le feu, 2021  (ISBN 978-2-302-08308-0)

#### Far Albion, scénario de Jean-Luc Sala, dessins d'Emmanuel Nhieu, Soleil Productions
1. L'Éveil, 2012  (ISBN 978-2-302-01990-4)
2. Sang Royal, 2013  (ISBN 978-2-302-02473-1)

#### Kookaburra Universe, Soleil Productions
8. Le Dernier Vol de l'Enclume, scénario de Jean-Luc Sala, dessins d'Afif Khaled, 2007  (ISBN 978-2-302-00010-0)

#### Lady Liberty,  scénario de Jean-Luc Sala, dessins deAurore, Soleil Productions
1. Le secret du Roy, 2011
2. Les 13 colonies, 2016
3. Les fusils de Beaumarchais, 2017

#### Questor, scénario de Jean-Luc Sala, dessins deNicola Saviori, Soleil Productions
1. Ménage à Troie, 2011  (ISBN 978-2-302-01558-6)
2. L'Affaire Atlante, 2012  (ISBN 978-2-302-02228-7)

#### Spynest, scénario de Jean-Luc Sala, dessins deChristophe Alliel, Soleil Productions
1. Mission 1 : Birdwatchers, 2011  (ISBN 978-2-302-01740-5)
2. Mission 2 : Opération Excalibur, 2012  (ISBN 978-2-302-02334-5)

#### Les divisions de fer, scénario de Jean-Luc Sala, dessins deStefano Martino, Soleil Productions
1. Tome 1 : Commando rouge, 2013
2. Tome 2 : Pacific Invasion, 2014
3. Tome 3 : Operation Rebalance, 2015  (ISBN 978-2-302-04494-4)